# Institutionella revolutionära partiet
Institutionella revolutionära partiet, förkortat PRI (spanska: Partido Revolucionario Institucional), är ett nyliberalt och tidigare socialdemokratiskt politiskt parti i Mexiko. Partiet grundades ursprungligen år 1929 och utvecklades till ett statsbärande parti som hade regeringsmakten oavbrutet åren 1929–2000. Det är en av de äldre medlemspartierna i Socialistinternationalen men har på senare år fört en allt mer nyliberal politik.

## Historia

### Grundande
Partiet har sin bakgrund i fraktionen constitutionalistas under den mexikanska revolutionen. Trots att revolutionen hade slutat 1920 fortsatte den politiska instabiliteten i landet och 1928 mördades segraren i det årets presidentval, den före detta presidenten Álvaro Obregón, av en katolsk fundamentalist. Avgående president Plutarco Elías Calles reagerade genom att utse sig själv till Jefe Máximo och i princip ta makten i landet med en svag tillförordnad president som statschef. Året därpå lät Calles grunda Nationella revolutionära partiet, PNR (spanska: Partido Nacional Revolucionario), i syfte att förhindra att inre stridigheter mellan revolutionens olika parter tillintetgjorde uppnådda samhällsreformer. 1928–1934 styrde tre svaga presidenter och PNR utvecklades snabbt till ett etablerat maktparti med Calles som landets de facto makthavare. Dock skiftade partiets politik snabbt till auktoritär korporativism och arbetare och bönder, tidigare partiets huvudsakliga väljarkår och revolutionens drivkraft, började motarbetas kraftfullt. Partiet förbjöd strejker, upphörde med jordreformerna, avbröt stödet till revolutionära krafter i grannländerna och slog till hårt mot misstänkta kommunistsympatisörer. Partiet fortsatte samtidigt den mycket repressiva politik Calles tidigare hade fört gentemot Katolska kyrkan, vilket resulterade i Cristero-upproret.

### Vänsterpolitik under Cárdenas
1934 valdes Lázaro Cárdenas, också han medlem i det styrande PNR, till ny president men vägrade underordna sig partigrundaren Calles kontroll. Calles, som hade blivit allt mer konservativ och till och med funderat på att låta införa fascism, ogillade Cárdenas stöd till strejkande arbetare och tolerans för Kommunistpartiet medan Cárdenas föraktade Calles allt mer våldsamma behandling av meningsmotståndare. I denna maktkamp segrade Lázaro Cárdenas som 1936 lät deportera Calles med allierade till USA. 1937 lät Cárdenas omorganisera PNR till Mexikanska revolutionens parti, PRM (spanska: Partido de la Revolución Mexicana), för att tydligare kunna bedriva sin vänsterpolitik. Partiet bildade ett nära samarbete med den nyskapade fackliga centralorganisationen CTM, var sympatiskt inställt till den republikanska sidan i spanska inbördeskriget och förstatligade amerikanska och europeiska oljebolag i landet mot 1930-talets slut. Man höjde arbetarnas löner, skyddade deras rätt att strejka och skapade arbetarråd i privata företag men i utbyte skulle fackföreningarna se till att arbetarna röstade på just PRM. Det var paradoxalt nog under den radikale Cárdenas som partiet upphörde med de våldsamma förföljelserna av Katolska kyrkan.
När arbetarmiliser bildades reagerade den konservativa general Juan Andreu Almazán med att bilda egna miliser vilket i sin tur fick Cárdenas att stödja den moderat konservative Manuel Ávila Camacho, en kompromisskandidat som skulle blidka högern, som efterträdare på presidentposten i valet 1940. PRM:s kandidat vann och upproren krossades, men den radikala epoken i partiets historia var över.

### Etablerandet av PRI:s hegemoni
1940–1946 under Manuel Ávila Camachos presidentskap satsade partiet på att samla stöd från medelklassen och statstjänstemän för att kunna bygga ett civilt politiskt ledarskap, som motvikt mot att det inom partiet fanns inflytelserika företrädare för militären, en traditionellt djupt konservativ samhällskraft. Detta skifte i samhällsgruppers stöd bidrog till att partiet under Camacho gick åt höger, med en allt mer företagsvänlig liberal politik. Trots detta genomfördes en rad progressiva reformer under Camacho som gynnade arbetarklassen och bönderna. 1946 genomfördes ännu ett namnbyte, PRM blev Institutionella revolutionära partiet (PRI). PRI stod som ett alternativ till kommunisterna på den extrema vänsterkanten och de konservativa som sökte riva upp samhällsreformerna från mexikanska revolutionen, men behöll makten genom systematiskt valfusk och korruptionen blev utbredd när partiet och staten i allt högre grad bands samman. Den radikala vänsterpolitiken hade övergetts snabbt men trots det gav bilden av PRI som "revolutionens parti" samt en stadig ekonomisk uppgång under efterkrigstiden ett genuint stöd hos befolkningen. Kontrollen över vallagarna lades 1946 i händerna på inrikesministern, och därmed kunde det styrande partiet ändra förutsättningarna för oppositionspartier att kandidera i val utan att formellt avskaffa flerpartisystemet. Trots att partiet bestod av lokala, delstats- och nationella kommittéer var det i praktiken högst centralstyrt.
Camacho var den sista presidenten från en militär bakgrund och en lång period av politiskt lugn och stabilitet uppnåddes i landet under PRI:s dominans. Camachos efterträdare Miguel Alemán ledde partiet i en tydligt konservativ riktning och efterföljdes av två presidenter som förde en moderat mittenvänsterpolitik, vilket illustrerar hur partiet kunde skifta ideologisk riktning från president till president men ständigt kunde samla stöd från både arbetare och medelklass. Detta var dock inte en medveten strategi av partiföreträdare utan snarare en inbyggd del av Mexikos partipolitiska system. Mot slutet av 1970-talet öppnades upp för ökade oppositionella aktiviteter på nationell nivå, bland annat frisläpptes politiska fångar och vissa oppositionspartier gavs officiell registrering. Oljekriserna 1973 och 1979 ledde till dramatiskt ökade exportintäkter för Mexiko när oljepriset sköt i höjden, men det mesta försvann i det genomkorrumperade politiska systemet till partifunktionärer och fackföreningsledare. 1980-talets skuldkris drabbade landet svårt, men hotade inte PRI:s maktposition då partiet helt enkelt lät den nyliberale Miguel de la Madrid bli nästa president och därmed fortsätta anpassa partiets ideologi till de politiska omständigheterna.

### Splittring och oppositionsparti
Kritik mot den nyliberala politiken ledde till uteslutande av ett antal vänsterpolitiker från PRI som enade sig i en vänsterkoalition i 1988 års presidentval, men valet riggades till PRI:s fördel och vanns av president de la Madrids efterträdare Carlos Salinas de Gortari. Mexikos finanskris 1994 ledde till att partiets förtroende försvagades och i kongressvalet 1997 förlorade det för första gången egen majoritet i båda kammare.
År 2000 förlorade PRI för första gången ett presidentval, och partiet förlorade dessutom båda kammare i kongressen till en valallians ledd av det konservativa Nationella aktionspartiet. Efter att man förlorat valen 2000 och 2006 vann partiets kandidat Enrique Peña Nieto återigen presidentvalet 2012.